# Jaroslav Jašek
Jaroslav Jašek, född den 29 mars 1946, död den 5 september 2010, var en tjeckoslovakisk orienterare som tog brons i stafett vid VM 1970.